# Colonialidade do poder
A colonialidade do poder é um conceito que inter-relaciona as práticas e legados do colonialismo europeu em ordens sociais e formas de conhecimento, avançado em estudos pós-coloniais, decolonialidade e estudos subalternos latino-americanos, mais proeminentemente por Anibal Quijano. Ele identifica e descreve o legado vivo do colonialismo nas sociedades contemporâneas na forma de discriminação social que sobreviveu ao colonialismo formal e se tornou integrado nas ordens sociais sucessivas. O conceito identifica as ordens hierárquicas raciais, políticas e sociais impostas pelo colonialismo europeu na América Latina que prescrevem valor para certos povos/sociedades enquanto privam outros.
Quijano argumenta que a estrutura colonial de poder resultou em um sistema de castas, onde os espanhóis se classificaram no topo e aqueles que conquistaram na base, devido aos seus diferentes traços fenotípicos e uma cultura presumivelmente inferior. Essa categorização resultou em um discurso categórico e discriminatório persistente que se refletiu na estrutura social e econômica da colônia e que continua a se refletir na estrutura das sociedades pós-coloniais modernas. Maria Lugones expande a definição de colonialidade do poder ao observar que ela também impõe valores e expectativas ao gênero, em particular em relação à classificação europeia das mulheres como inferiores aos homens.
O conceito também foi expandido por Ramón Grosfoguel, Walter Mignolo, Sylvia Wynter, Nelson Maldonado-Torres, Santiago Castro-Gómez, Catherine Walsh e Roberto Hernández. O trabalho de Quijano sobre o assunto "teve ampla repercussão entre os estudiosos descoloniais latino-americanos na academia norte-americana".

## Organização do conceito
A colonialidade de poder assume três formas: sistemas de hierarquias, sistemas de conhecimento e sistemas culturais.
A distinção importante no conceito de colonialidade do poder são as maneiras como esse processo estrutural heterogêneo moldou o mundo moderno. Embora a modernidade seja certamente um fenômeno europeu, ela foi forjada e é constitutiva do que Enrique Dussel chamou de "a invenção das Américas", ou a colonização das Américas a partir de 1492. A colonialidade do poder revela o lado oculto da modernidade e do sistema moderno/colonial/mundo capitalista que se enreda e é constitutivo de uma divisão internacional do trabalho entre europeus e não europeus.